# Підляддя
Підляддя (біл. вёска Падлядзьдзе) — село в складі Пуховицького району Мінської області, Білорусь. Село підпорядковане Новопольській сільській раді, розташоване в центральній частині області.